# Izraelski Instytut Badań nad Biologią
Izraelski Instytut Badań nad Biologią (hebr. המכון למחקר ביולוגי בישראל) w Nes Cijjona jest rządowym instytutem naukowym w Izraelu, rozwijającym technologie w dziedzinie medycyny, biologii i środowiska. Zatrudnia około 350 pracowników, w tym 150 naukowców. Ściśle współpracuje z licznymi uniwersytetami, realizuje rządowe oraz międzynarodowe projekty badawcze. Wyniki badań często są publikowane w krajowych i międzynarodowych publikacjach naukowych.
W instytucie opracowuje się bronie masowego rażenia.

## Historia
Instytut został założony w 1952 przez profesora Ernesta Bergmanna, doradcę naukowego premiera Dawida Ben Guriona. Pierwszym kierownikiem Instytutu był Aleksander Keynan.
Od samego początku Instytut funkcjonował pod jurysdykcją biura premiera Izraela i ściśle współpracował z agencjami rządowymi.